# Miguel López Abril
Miguel López Abril (L'Hospitalet de Llobregat, 20 dicembre 1954 – Barcellona, 11 aprile 2021) è stato un cestista e allenatore di pallacanestro spagnolo.

## Carriera
Con la Spagna disputò i Campionati europei del 1975.

## Palmarès
- Copa del Rey: 2

Barcellona: 1978, 1979
- Copa Príncipe de Asturias: 1

Baskonia: 1985